# Carl Johnson (athlétisme)
Pour les articles homonymes, voir Carl Johnson.
Carl Edward Johnson (né le 21 mai 1898 dans le Comté de Genesee et décédé le 13 septembre 1932 à Détroit) est un athlète américain spécialiste du saut en longueur. Affilié au Michigan Wolverines, il mesurait 1,75 m pour 61 kg.

## Biographie

### Palmarès
| Date | Compétition           | Lieu   | Résultat | Performance |
| ---- | --------------------- | ------ | -------- | ----------- |
| 1920 | Jeux olympiques d'été | Anvers | 2e       | 7,095 m     |

### Records
| Épreuve          | Performance | Lieu | Date |
| ---------------- | ----------- | ---- | ---- |
| Saut en longueur | 7,34 m      |      | 1919 |